# باغشاه (تهران)

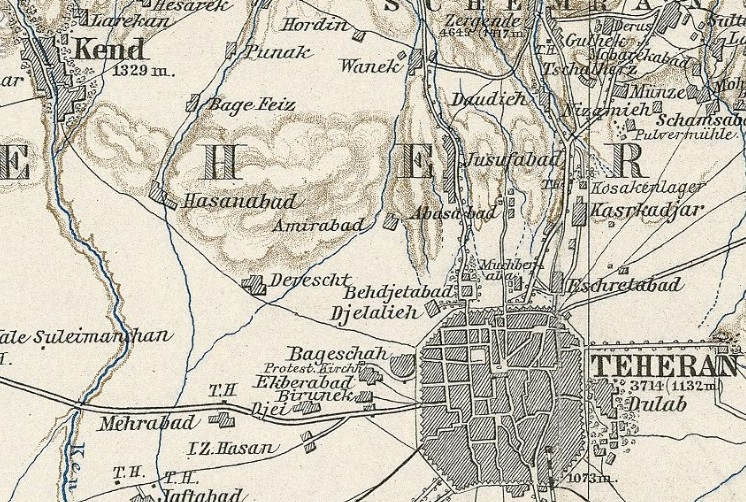
موقعیت باغشاه در نقشه سال ۱۲۷۹ خورشیدی. نام باغشاه در وسط نقشه (Bageschah) درسمت چپ دروازه تهران (بیرون دروازه) در نقشه موجود است. (شهر قدیم تهران در پایین)

باغشاه باغ و بنایی پرآوازه در غرب تهران قدیم بود که بیرون از دروازه‌های شهر واقع شده بود. در زمان قاجاریه این باغ گهگاه محل اقامت پادشاهان قاجاریه نیز بوده‌است، در سال ۱۲۸۵ خورشیدی (سال پیروزی جنبش مشروطه) مظفرالدین شاه در باغشاه می‌نشست. این مکان هم‌اکنون در درون شهر تهران جای گرفته و محل پادگان نظامی (پادگان حر و دانشگاه جنگ) است و خیابان سپه و خیابان کارگر از آن می‌گذرند. عمارت این باغ نیز هم‌اکنون از میان رفته و تخریب شده‌است. بخشی از این باغ بعدها به میدانی تبدیل شد به نام میدان باغشاه که پس از انقلاب به میدان حر تغییر نام یافت.

## پیشینه

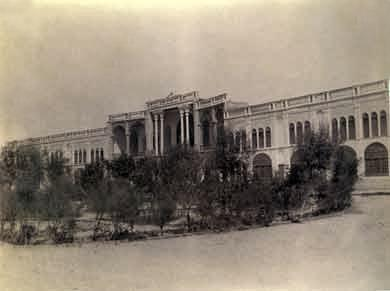

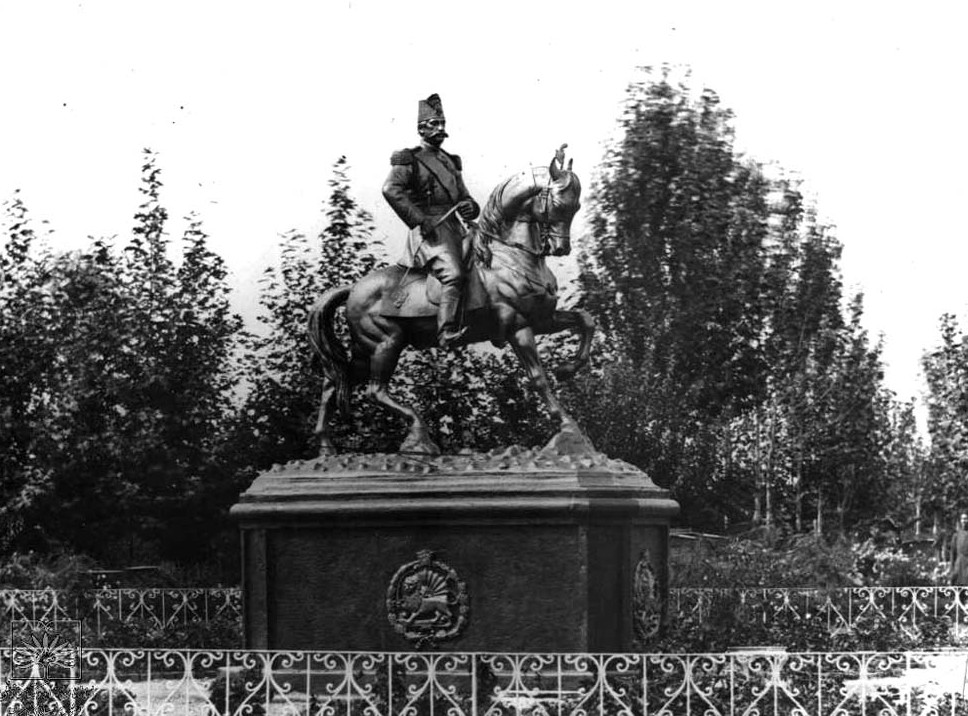
تندیس ناصرالدین شاه در باغ شاه

باغ شاه در گذشته بیرون از شهر تهران قرار داشت و به آرامی با گسترش شهر تهران بخشی از این شهر شد. ناصرالدین شاه از این باغ به عنوان یکی از باغهای ییلاقی خود استفاده می‌کرد. به دستور رضا خان اقبال‌السلطنه وزیر قورخانه تندیسی سواره از ناصرالدین شاه که در قورخانه به دست میرزا علی اکبر معمار ساخته شده بود و او را سوار بر اسب تنومندی که یک دستش از زمین بلند شده بود، نشان می‌داد، در همین باغ به نمایش گذاشته شده بود. این تندیس در میان دریاچه باغ بر روی سکویی قرار داشت. باغ‌وحش کوچکی نیز در بخش جنوبی باغ در نظر گرفته شده بود.
در دوران مشروطه و در سال ۱۲۸۷ خورشیدی (۱۳۲۶ قمری)، محمدعلیشاه قاجار پس از آن که با مشروطه‌خواهان و مجلس از در مخالفت درآمد، مرکز فرماندهی خود را در این باغ قرار داد، شاه با این کار می‌خواست از شهر بیرون رفته و در باغشاه لشکر بیاراید و به آسانی با مشروطه نبرد کند.
بعدها عبدالحسین میرزا فرمانفرما این باغ را از احمد شاه قاجار خریداری کرد و پس از آن در دوران خیابان‌کشی‌های شهر تهران در دوران رضا شاه، باغشاه قطعه قطعه گردید. باقی‌مانده زمینهای باغشاه بعدها به جایگاه استقرار سربازها و لشکر گارد واگذار شد.

## رویدادهای مهم

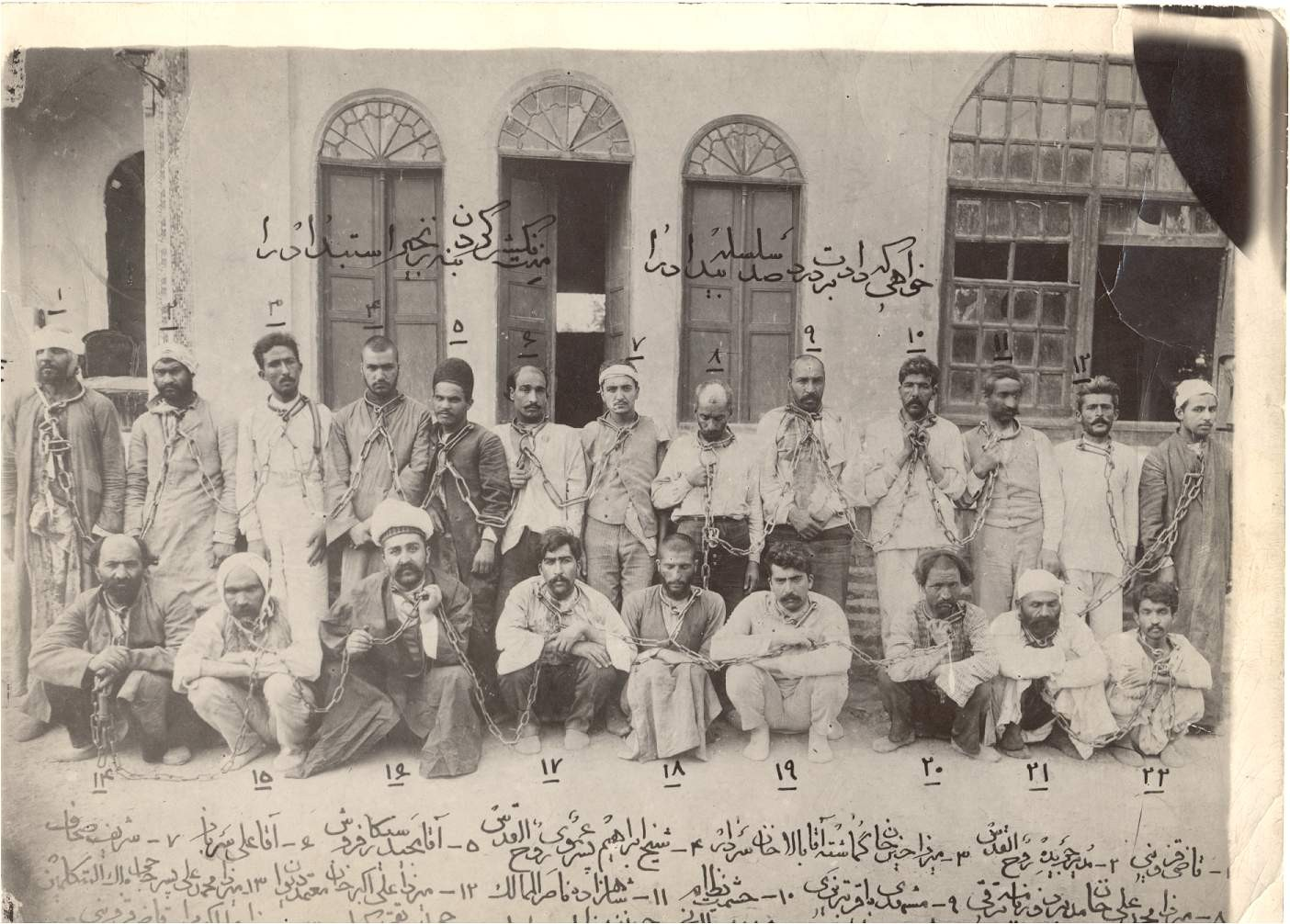
شماری از فعالین جنبش مشروطه ایران، دستگیرشده در باغ شاه، با غل‌وزنجیر بر دستان و گردن‌ها در دوران حکم‌رانی محمدعلی شاه قاجار.

از رویدادهای باغشاه یکی فرمان محمدعلی شاه قاجار برای سرکوب، مقابله و محاکمه مشروطه‌خواهان بود و دیگری فرمان به توپ بستن مجلس شورای ملی که از آن محل صادر شد.
در سال ۱۲۷۸ خورشیدی (۱۳۲۶ قمری)، در نبرد با مشروطه‌خواهان محمدعلیشاه قاجار مرکز فرماندهی خود را در این باغ قرار داد، شاه با این کار می‌خواست از شهر بیرون رفته و در باغشاه لشکر بیاراید و به آسانی با مشروطه نبرد کند.

محمدعلی‌شاه دستخطی بدین شرح داد: 
«جناب اشرف مشیرالسلطنه، چون هوای تهران گرم و تحملش بر ما سخت بود از اینرو به باغشاه حرکت فرمودیم، پنجشنبه ۴ جمادی‌الاولی، عمارت باغشاه.»
 سپس هشت تن از آزادیخواهان را فراخواند که شش تن آنان بدین شرح نام برده می‌شوند: جهانگیرخان صور اسرافیل، سید محمدرضا مساوات شیرازی، ملک‌المتکلمین، سید جمال‌الدین واعظ اصفهانی، بهاءالواعظین و میرزا داودخان. ولی مجلس با این درخواست مخالفت داشت و سرانجام در اثر ایستادگی و سرپیچی از فرمان شاه، مجلس به توپ بسته شد، وکلا از مجلس پراکنده شدند، سید عبدالله بهبهانی و ملک المتکلمین و میرزا جهانگیرخان و چند تن دیگر را سربازان دستگیر کردند و به باغشاه بردند. در باغشاه ملک‌المتکلمین، میرزا جهانگیرخان و قاضی ارداقی را پس از شکنجه در برابر محمدعلی شاه به قتل رساندند.

## نقاشی میدان باغ‌شاه
«میدان باغ‌شاه» نقاشی رنگ روغن اثر کمال‌الملک است که در آن چشم‌اندازی از میدان باغشاه نشان داده شده که تندیس ناصرالدین شاه سوار بر اسب، در میان آن است.